# MV Agusta 250 Bicilindrica

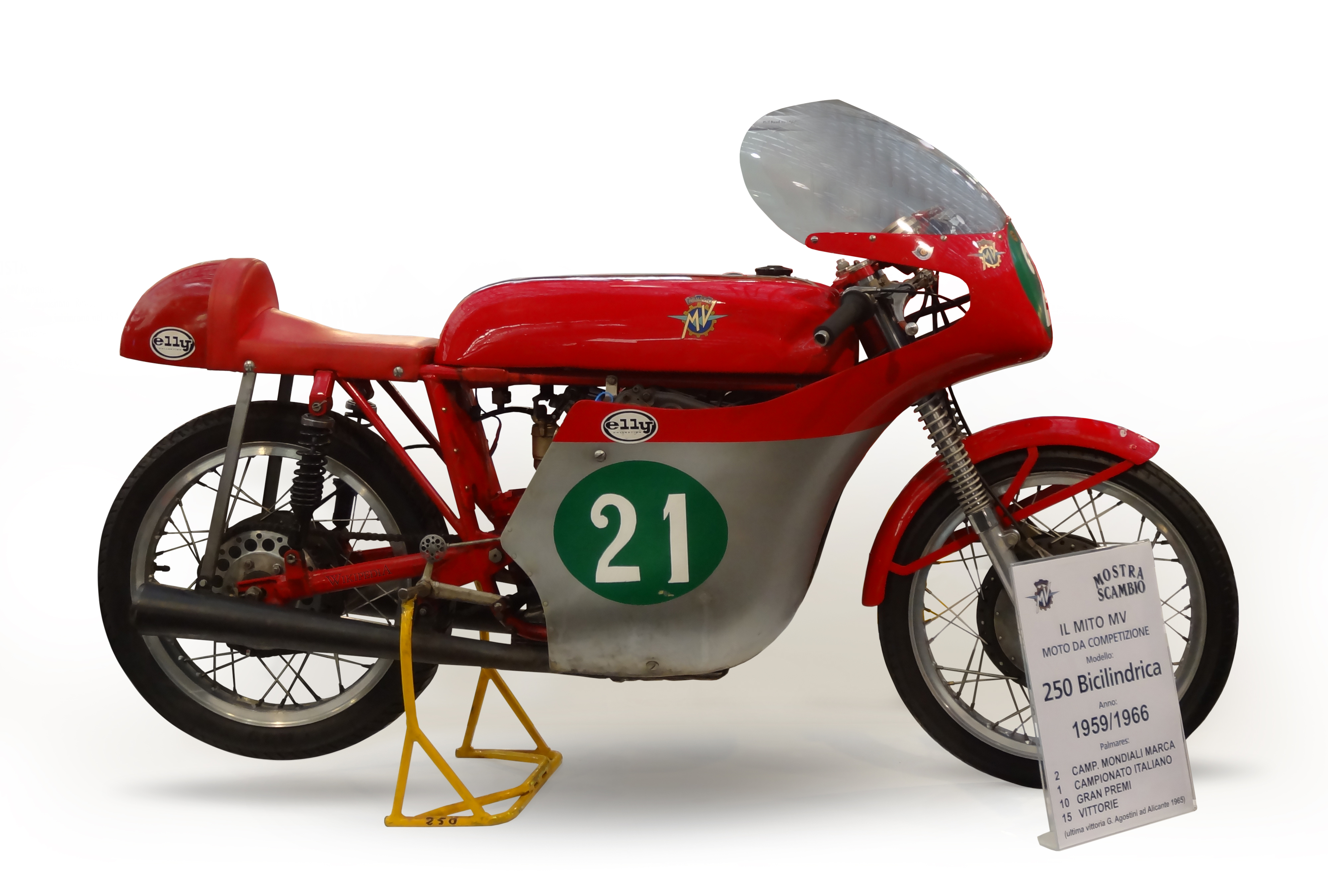
Eine Werksrennmaschine der MV Agusta Corse 250 Bicilindra (1959 bis 1966)

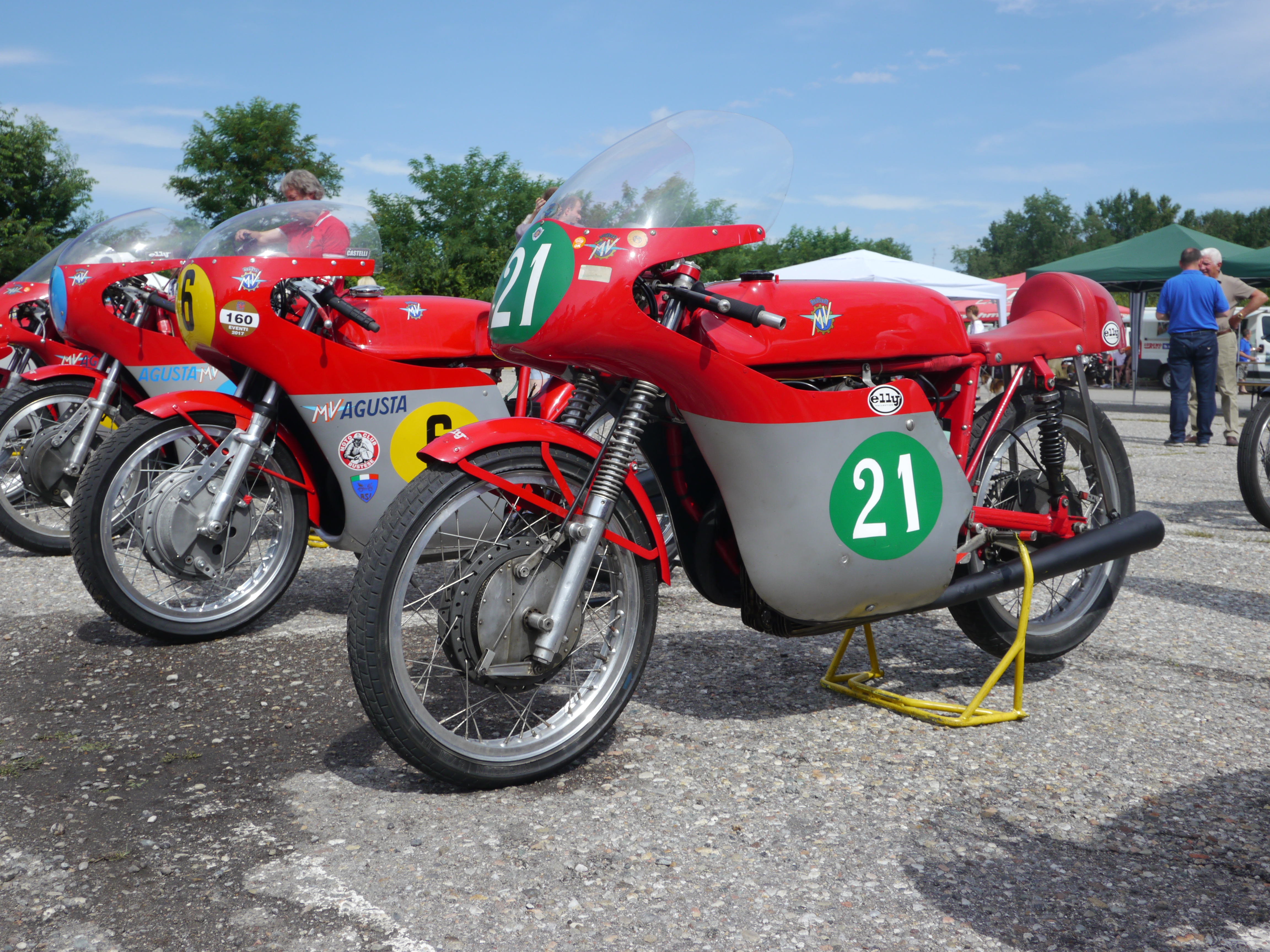
Corse 250 Bicilindra Ansicht von links

Die MV Agusta 250 Bicilindrica, oft auch einfach als 250 Bi bezeichnet, war ein Motorrad, das der italienische Hersteller MV Agusta als Werksrennmaschine einsetzte. Das Modell debütierte 1959 und wurde vom Werksteam „Reparto corse“ bis 1966 gefahren. Der Name bezieht sich auf den Hubraum und die italienische Bezeichnung für „Zweizylinder“ (Biclindrica). Sie ist das Nachfolgemodell der einzylindrigen MV Agusta Corse 250 Monocilindrica.

## Hintergründe
In den Jahren 1953 und 1954 dominierte die NSU Rennmax die 250-Kubikzentimeter-Klasse. Bohrung und Hub ihres Parallel-Twin-Zweizylinder-Motors entsprachen denen des Einzylinder-Motors der NSU-Rennfox mit 125 cm³ Hubraum. In diesen Jahren musste MV Agusta in der 125-Kubikzentimeter-Klasse hart gegen die NSU-Fox kämpfen, um nicht genauso zu unterliegen wie Moto Guzzi im Kampf gegen die NSU-Max-Maschinen in der 250-Kubikzentimeter-Klasse.
MVs Einzylinder-Motor mit 203 cm³ Hubraum war eine durch Aufbohren im Hubraum vergrößerte Variante des Bialbero-Motors mit 175 cm³ Hubraum. Konstruktiv bedingt wäre ein weiteres Aufbohren dieses Motors nicht möglich gewesen. So entstand der erste Zweizylindermotor mit 250 cm³ Hubraum von MV.
Nach der Saison 1954 zog sich NSU weitestgehend aus dem Straßenrennsport zurück. Anstelle der Werksrennmaschine Rennmax wurde die relativ seriennahe Sportmax gebaut. Vor diesem Hintergrund betrachtete MV Agusta die Bicilindrica erst einmal nicht mehr als vorrangig, obwohl man sie „zur Sicherheit“ beim entscheidenden Nationen-Grand-Prix 1955 in Monza im Training einsetzte.
Als dann in der Saison 1957 die Dominanz von FB-Mondial in diesen beiden Klassen (125 und 250 Kubikzentimeter) MV Agusta zusehends in die Defensive trieb, wurde die Arbeit am Zweizylinder wieder forciert, doch der ausschlaggebende Punkt dürfte die Niederlage gegen Horst Fügner auf seiner MZ in Schweden 1958 gewesen sein. Nun wurde die Bicilindrica zur Rennreife entwickelt.

## Sportliche Erfolge
Die MV Agusta 250 Bicilindrica debütierte mit dem Sieg beim Großen Preis von Deutschland in Hockenheim am 14. Juni 1959 mit Carlo Ubbiali.
Ubbiali errang mit der 250 Bi die WM-Titel 1959 und 1960. 1960 und 1961 wurde sie auch von Gary Hocking gefahren, der damit 1961 beim Großen Preis von Spanien auf dem Circuit de Montjuïc ihren letzten Grand-Prix-Sieg verbuchen konnte. Anschließend wurde sie nur noch sporadisch eingesetzt. Im Februar 1966 setzte sie Giacomo Agostini in Spanien ein letztes Mal in einem Rennen ein und holte ihren letzten Sieg.
Insgesamt wurden international mit der Maschine 11 Grand-Prix-Siege, 2 Fahrerweltmeisterschaften und 2 Konstrukteursweltmeistertitel errungen. Außerdem zwei nationale Meisterschaften mit Ubbiali und Tarquinio Provini.

## Technische Daten
| Motor                        | Motor |
| ---------------------------- | --- |
| Bauart                       | Zweizylinder-Ottomotor, Viertakt, Nasssumpfschmierung, DOHC-Ventilsteuerung mit Stirnradantrieb, luftgekühlt |
| Hubraum                      | 247 cm³ |
| Bohrung × Hub                | 2 × 53 × 56 mm                                                                                               |
| Verdichtungsverhältnis       | 10,8 : 1 (andere Quellen: 11,5 : 1)                                                                          |
| Vergaser                     | 2× Dell’Orto SS 31 A                                                                                         |
| Antriebsstrang               | |
| Kupplung                     | Ölbadlamellenkupplung                                                                                        |
| Getriebe                     | angeblockt, 7 Gänge (andere Quellen: 6 Gänge)                                                                |
| Antrieb primär / sek.        | Stirnräder / Kette                                                                                           |
| Elektrik                     | |
| Zündung                      | Spulendoppelzündung                                                                                          |
| Leistung                     | |
| Leistung                     | 36 PS (26 kW) bei 12000/min                                                                                  |
| Höchstgeschwindigkeit        | 220 km/h |
| Rahmen und Maße              | |
| Rahmen                       | Rohr, geschlossene Doppelschleife                                                                            |
| Radstand                     | 1310 mm |
| Länge                        | 1993 mm |
| Breite                       | 610 mm |
| Gewicht                      | 109 kg |
| Tankinhalt                   | 15 Liter |
| Federung, Reifen und Bremsen | |
| Federung vorne / hinten      | hydraulisch gedämpfte Teleskopgabel / Schwinge mit Schraubenfeder und integriertem Stoßdämpfer               |
| Räder vorne / hinten         | Leichtmetallfelgen, Stahlspeichen 2,50 × 18″                                                                 |
| Reifen vorne / hinten        | 2,75 × 18″ / 3.00 × 18”                                                                                      |
| Bremsen vorne / hinten       | Duplex 210 mm / Simplex 210 mm                                                                               |

Quelle: 